# Polygonum salsugineum
Polygonum salsugineum är en slideväxtart som beskrevs av Friedrich August Marschall von Bieberstein. Polygonum salsugineum ingår i släktet trampörter, och familjen slideväxter. Inga underarter finns listade i Catalogue of Life.